# Kamelhårskalankoe
Kamelhårskalankoe (Kalanchoe beharensis) är en fetbladsväxtart som beskrevs av Emmanuel Drake del Castillo. Arten ingår i släktet Kalanchoe och familjen fetbladsväxter. Inga underarter finns listade i Catalogue of Life.
Arten är en suckulent buske som härstammar från södra Madagaskar. Den odlas ofta som krukväxt.